# Укргазенерго
Закрите акціонерне товариство «УкрГазЕнерго» — компанія-резидент України. Працювало на ринку енергоносіїв, вела бізнес із закупівлі енергоресурсів та їх реалізації промисловим споживачам України.
ЗАТ «УкрГазЕнерго» створено у лютому 2006 року на виконання угоди між Кабінетом Міністрів України, НАК «Нафтогаз України», ВАТ «Газпром» (РФ) та компанією «РосУкрЕнерго» АГ (Швейцарія), що гарантує взаємне узгодження інтересів у сферах постачання природного газу на Україну з Центральної Азії, транзиту природного газу з території Росії до Європи, споживання газу в Україні.
Акціонерами ЗАТ «УкрГазЕнерго» були Національна акціонерна компанія «Нафтогаз України» та компанія РосУкрЕнерго АГ (Швейцарія), кожна з яких контролювала 50 % акцій Товариства.
Аудитором Укргазенерго була компанія Ernst & Young.
Головою правління був Ігор Павлович Воронін.